# Guillaumes
Guillaumes település Franciaországban, Alpes-Maritimes megyében. Lakosainak száma 586 fő (2022. január 1.). Guillaumes Auvare, Beuil, Châteauneuf-d’Entraunes, La Croix-sur-Roudoule, Daluis, Péone, Saint-Étienne-de-Tinée, Sauze és Villeneuve-d’Entraunes községekkel határos.

## Népesség
A település népességének változása:
| Lakosok száma | 594  | 546  | 533  | 697  | 673  | 640  | 631  | 600  | 585  | 586  |
|               | 1968 | 1982 | 1990 | 2006 | 2013 | 2015 | 2017 | 2019 | 2020 | 2022 |